# Sunifred av Barcelona
Sunifred av Barcelona, död 848, var regerande greve av Barcelona mellan 844 och 848.
Han stoppade morernas invasion av Sydfrankrike 844.